# Still Life (American Concert 1981)
„Still Life“ (American Concert 1981) je koncertní album britské rockové skupiny The Rolling Stones, které vyšlo v roce 1982. Skladby byly nahrávány na americkém turné skupiny v roce 1981. Obal alba vytvořil japonský umělec Kazuhide Yamazaki, který pro skupinu vytvořil také scénografii pódia pro turné v letech 1981 a 1982.

## Seznam skladeb
| Pořadí | Skladba                                                                            | Délka |
| ------ | ---------------------------------------------------------------------------------- | ----- |
| 1.     | Intro: „Take the 'A' Train“ (Billy Strayhorn)                                      | 0:27  |
| 2.     | „Under My Thumb“                                                                   | 4:18  |
| 3.     | „Let´s Spend The Night Togerther“                                                  | 3:51  |
| 4.     | „Shattered“                                                                        | 4:11  |
| 5.     | „Twenty Flight Rock“ (Eddie Cochran, Ned Fairchild)                                | 1:28  |
| 6.     | „Going to a Go-Go“ (William Robinson, Warren Moore, Robert Rogers, Marvin Tarplin) | 3:21  |
| 7.     | „Let Me Go“                                                                        | 3:37  |
| 8.     | „Time Is On My Side“ (Norman Meade)                                                | 3:39  |
| 9.     | „Just My Imagination (Running Away With Me)“ (Norman Whitfield, Barrett Strong)    | 5:23  |
| 10.    | „Start Me Up“                                                                      | 4:21  |
| 11.    | „(I Can't Get No) Satisfaction“                                                    | 4:24  |
| 12.    | Outro: „Star Splanged Banner“ (Jimi Hendrix)                                       | 0:48  |

## Obsazení
The Rolling Stones
- Mick Jagger – zpěv, kytara
- Keith Richards – kytara, doprovodný zpěv
- Ronnie Wood – kytara, doprovodný zpěv
- Bill Wyman – baskytara
- Charlie Watts – bicí

Doprovodní členové
- Ian McLagan – klávesy
- Ian Stewart – klavír
- Ernie Watts – saxofon